# Marc Didier
Marc Félix Didier, né le 19 mai 1899 à La Neuville-aux-Larris (Marne) et mort le 7 août 1981 au sein de l'Hôpital du Val-de-Grâce dans le 5e arrondissement de Paris, est un réalisateur et scénariste français.

## Biographie
On connait peu de chose de Marc Didier sinon qu'il réalisa dans les années 1920 des films publicitaires et des documentaires, aujourd'hui considérés comme perdus, avant de se lancer dans la mise en scène de films de fictions à partir de 1932.
Henri Diamant-Berger le nomma à la fin de 1927 directeur du Département des films d'enseignement et de propagande au sein de sa société de production Diamant Film.
Le 23 mai 1933, le nom de Marc Didier apparaît dans la rubrique des faits divers des journaux de l'époque. Ce jour-là, le cinéaste est pris à partie dans un restaurant par un tailleur des Champs-Elysées qui lui réclame le montant d'un costume impayé depuis 5 ans. Le ton monte et une bagarre s'ensuit devant l'établissement au cours de laquelle le commerçant tombe lourdement sur le trottoir et meurt 4 jours plus tard des suites de ses blessures à la tête. Louis Bouvier, l'ami de Marc Didier qui avait donné le coup de poing à l'origine de la chute mortelle, sera acquitté par la Cour d'Assises de la Seine le 16 janvier 1935 quelques jours seulement après la sortie en salle du Billet de mille.
Le tournage en extérieur au Maroc du film Capitaine Ardant annoncé par la presse à partir du mois de juin 1939 est interrompu à la suite de la déclaration de guerre. Mobilisé et affecté comme lieutenant au 145e régiment d'artillerie, Marc Didier est fait prisonnier en mai 1940 et interné à l'Oflag VI-A de Soest. Il sera libéré en septembre 1941.
Le nom de Marc Didier ne réapparait qu'en octobre 1942, date à laquelle Comœdia annonce le tournage de Destin avec Jim Gérald dans le rôle principal. Début novembre, il part tourner en extérieur à Colomb-Béchar en Algérie sur le chantier du Transsaharien. Mais, comme pour Capitaine Ardant, le tournage de Destin à peine commencé est interrompu par les opérations militaires consécutives à l'opération Torch et le débarquement de l'armée américaine à Oran.
C'est après cette nouvelle interruption de tournage que Marc Didier quitte définitivement les plateaux de cinéma.

## Filmographie
Comme réalisateur :
- 1925 : Les Vins de Champagne, film documentaire[12]
- 1926 : Les Halles, la nuit, film documentaire[13]
- 1926 : Comment on fabrique gâteaux et biscuits, film documentaire[14]
- 1927 : Le Feu, film documentaire[15]
- 1928 : La Fabrication du gaz d'éclairage, film documentaire[16]
- 1928 : Gosses de Montmartre, film documentaire sur un scénario d'Henri Fursy et Francisque Poulbot[17]
- 1932 : Riri et Nono mannequins, sur un scénario de Jean Deymon et une musique d'Albert Chantrier[18], avec Henri Vilbert, Yvonne Yma, Renée Dennsy et Rose Lorraine[19]
- 1932 : Riri et Nono amoureux / La Jeune fille d'en face[20], sur un scénario de Jean de Létraz[21], avec Paulette Dubost, André Pierrel et Jacqueline Leyris[22]
- 1932 : Riri et Nono se débrouillent, avec Henri Vilbert
- 1933 : Moi, le mort, d'après le roman éponyme de Franz Toussaint (1930)[23]
- 1933 : Âme de clown, d'après la pièce d'Yvan Noé Teddy and Partner
- 1934 : Surprise-partie, avec Roger Tréville, Gabrielle Rosny et Germaine Sablon[24],[25]
- 1935 : Le Billet de mille[26]
- 1938 : Le Moulin dans le soleil[27]
- 1939 : Sidi-Brahim
- 1939 : La Belle bordelaise[28]

Annoncés mais non réalisés :
- 1939 : Capitaine Ardant, d'après le roman de Pierre Nord (1937), avec Jean Chevrier dans le rôle-titre, Erich von Stroheim et Colette Darfeuil
- 1942 : Destin, avec Jim Gérald, Jean Galland, Henri Nassiet, Raymond Aimos, Jean Max, Philippe Richard, et Gisèle Grandpré[29]

Comme scénariste :
- 1933 : Son crime, d'Henry Thiéry[30]
- 1938 : Le Moulin dans le soleil

Comme dialoguiste :
- 1933 : Son gosse, version française post-synchronisée (avec Louis d'Yore) de Young Donovan's Kid de Fred Niblo (1931)[31]
- 1933 : Mon mari et sa fiancée, version française post-synchronisée (avec Yvan Noé) de Smart Woman de Gregory La Cava (1931)[32]
- 1935 : 4 de l'aviation, version française post-synchronisée (avec Yvan Noé) de The Lost Squadron de George Archainbaud (1932)[33].

## Distinctions
- Chevalier de la Légion d'Honneur (décret du 10 juillet 1946 au titre du ministère des Armées)
- Croix de guerre 1914-1918 avec étoile de bronze
- Croix de guerre 1939-1945